# Allagash (miasto)
Allagash – miasto w Stanach Zjednoczonych, w stanie Maine, w hrabstwie Aroostook.